# Каландаріє
Каландаріє (перс. قلندريه) — село в Ірані, у дегестані Каре-Чай, у Центральному бахші, шагрестані Саве остану Марказі. За даними перепису 2006 року, його населення становило 36 осіб, що проживали у складі 6 сімей.

## Клімат
Середня річна температура становить 18,05 °C, середня максимальна – 37,34 °C, а середня мінімальна – -3,86 °C. Середня річна кількість опадів – 253 мм.
| Клімат поселення                              | Клімат поселення | Клімат поселення | Клімат поселення | Клімат поселення | Клімат поселення | Клімат поселення | Клімат поселення | Клімат поселення | Клімат поселення | Клімат поселення | Клімат поселення | Клімат поселення | Клімат поселення |
| Показник                                      | Січ.             | Лют.             | Бер.             | Квіт.            | Трав.            | Черв.            | Лип.             | Серп.            | Вер.             | Жовт.            | Лист.            | Груд.            |                  |
| Середній максимум, °C                         | 13,92            | 16,44            | 20,36            | 26,89            | 32,14            | 36,92            | 37,34            | 35,87            | 31,99            | 26,06            | 19,73            | 13,60            |                  |
| Середня температура, °C                       | 5,02             | 7,56             | 11,47            | 18,02            | 23,28            | 28,05            | 30,46            | 28,99            | 25,10            | 19,17            | 12,85            | 6,71             |                  |
| Середній мінімум, °C                          | −3,86            | −1,32            | 2,60             | 9,14             | 14,39            | 19,16            | 23,58            | 22,09            | 18,20            | 12,29            | 5,96             | −0,19            |                  |
| Норма опадів, мм                              | 41               | 36               | 41               | 27               | 17               | 3                | 1                | 1                | 2                | 18               | 27               | 39               |                  |
| Середньомісячна швидкість вітру, м/с          | 1.60             | 2.30             | 2.72             | 3.21             | 3.10             | 2.98             | 3.27             | 3.06             | 2.50             | 2.37             | 2.09             | 1.54             |                  |
| Середньомісячна сонячна радіація, кДж/м²·день | 9395             | 12212            | 14712            | 18211            | 22152            | 26036            | 25386            | 23419            | 20065            | 14896            | 11019            | 8900             |                  |
| --------------------------------------------- | ---------------- | ---------------- | ---------------- | ---------------- | ---------------- | ---------------- | ---------------- | ---------------- | ---------------- | ---------------- | ---------------- | ---------------- | ---------------- |
| Джерело:                                      |                  |                  |                  |                  |                  |                  |                  |                  |                  |                  |                  |                  |                  |